# Характеристична підгрупа
Характеристична підгрупа  — підгрупа, інваріантна відносно всіх автоморфізмів групи. 
Тобто підгрупа {\displaystyle H\leqslant G} є характеристичною, якщо для кожного автоморфізму {\displaystyle \varphi \colon G\to G} групи {\displaystyle G} і для кожного елемента {\displaystyle h\in H} виконується {\displaystyle \varphi (h)\in H}.

## Властивості
- Якщо підгрупа є характеристичною, вона є нормальною, зворотне твердження невірне.

Наприклад якщо група G є прямим добутком H × H, то підгрупи {1} × H і H × {1} є нормальними, але не є характеристичними (зокрема не є інваріантними щодо автоморфізму (x, y) → (y, x))
- Якщо N є нормальною підгрупою групи G, а A є характеристичною підгрупою групи N, то Aє нормальною підгрупою групи G.

Для деякого {\displaystyle g\in G} визначимо внутрішній автоморфізм таким чином: {\displaystyle \varphi _{g}(h)=g^{-1}hg.} Оскільки група N нормальна то за означенням маємо, що {\displaystyle \varphi (N)=N} тобто {\displaystyle \varphi _{g}} є автоморфізмом групи N. Відповідно оскільки A є характеристичною підгрупою групи N то вона інваріантна щодо усіх таких {\displaystyle \varphi _{g}} тобто є нормальною.
- Якщо N є характеристичною підгрупою групи G, і A є характеристичною підгрупою групи N, то іAє характеристичною підгрупою групи G.

Доводиться ідентично до попереднього з заміною {\displaystyle \varphi _{g}} на довільний автоморфізм.

## Приклади
- Будь-яка підгрупа циклічної групи характеристична.
- Центр групи є характеристичною підгрупою.

Дійсно нехай {\displaystyle \varphi \colon G\to G} деякий автоморфізм групи і {\displaystyle x\in Z(g)} деякий елемент, що належить центру групи. Тоді {\displaystyle \varphi (x)\varphi (g)=\varphi (xg)=\varphi (gx)=\varphi (g)\varphi (x),\forall g\in G} і оскільки {\displaystyle G=\{\varphi (g)|g\in G\}} то маємо {\displaystyle \varphi (g)\in Z(G)}.
- Підгрупа Фраттіні, що визначається як перетин всіх максимальних підгруп, є характеристичною підгрупою.
- Норма групи